# Ceuthospora lauri
Ceuthospora lauri är en svampart som beskrevs av Grev. 1826. Ceuthospora lauri ingår i släktet Ceuthospora och familjen Phacidiaceae.   Inga underarter finns listade i Catalogue of Life.